# Museo Arqueológico de Salamina
El Museo Arqueológico de Salamina es un museo de Grecia ubicado en Salamina, una isla próxima a Atenas, en el golfo Sarónico. 

## Historia del museo
El museo se halla en un edificio que fue construido en el siglo XIX y que tuvo una función de escuela hasta 1981. Los daños causados por terremotos produjeron que cesara en su función. A partir de 1996 se decidió realizar una rehabilitación del edificio y acondicionarlo para convertirlo en museo. Tras un periodo de obras y de organización de la exposición, el museo abrió sus puertas al público en 2010.
Previamente, los hallazgos de las excavaciones de Salamina habían sido llevados al Museo Arqueológico Nacional de Atenas o, a partir de 1960, al Museo Arqueológico de El Pireo. Algunos de los hallazgos menos importantes, junto con otros objetos tradicionales y otros objetos que había reunido en bizantinólogo Dimitris Pallas, se conservaron inicialmente en el edificio del ayuntamiento de Salamina y, desde 1964, en la llamada «sala Eurípides». En 1967 se construyó junto a la iglesia de Agios Nikolaos un pequeño edificio que sirvió como museo arqueológico al que se transfirieron los objetos, junto con los que estaban alojados en el Museo Arqueológico Nacional de Atenas, pero unos años después el edificio fue considerado inadecuado y los objetos más importantes fueron llevados al museo de El Pireo.

## Colecciones
El museo contiene una colección de objetos procedentes de excavaciones de la isla de Salamina, además de piezas tradicionales que fueron donadas por algunos particulares. Además del área expositiva, el museo contiene laboratorios y almacenes.
La exposición permite exponer la historia de la isla desde el neolítico hasta la época de los primitivos cristianos.  

### Épocas prehistóricas
De la época neolítica hay hallazgos procedentes de una cueva en Peristeria que ha sido llamada «cueva de Eurípides». Es destacable una estatuilla de mármol femenina que se considera precursora de las famosas estatuillas cicládicas. Cerca de la entrada de la cueva fue excavado un templo de Dioniso del periodo helenístico del que proceden algunas ofrendas votivas. 
Las excavaciones de Kanakia sacaron a la luz un importante asentamiento que incluía un complejo palacial del periodo micénico. De aquí proceden una serie de piezas de cerámica, figurillas y objetos de uso cotidiano de bronce y de piedra. Además, es singular una placa de bronce de una armadura de tipo oriental, con un sello real egipcio de Ramsés II. 
Una subsección contiene hallazgos procedentes de diversas necrópolis desde el heládico temprano hasta el submicénico. En particular, el periodo submicénico está representado por los objetos encontrados en una amplia necrópolis excavada cerca de la base naval.

### Épocas históricas
Con respecto a los periodos históricos, la exposición permanente se inicia con una serie de hallazgos procedentes de tumbas que abarcan los años comprendidos desde el siglo XI hasta el VIII a. C.
A continuación, se exponen piezas de los periodos arcaico y clásico del asentamiento y necrópolis de Ambelakia, así como de la llamada «tumba de los salaminios» —que se empleó en los años posteriores a la famosa batalla de Salamina. Es destacable una gran crátera de figuras rojas con una escena de simposio. Hay también ajuares funerarios con objetos de bronce, objetos decorativos y piezas de cerámica procedentes principalmente de enterramientos femeninos. Son destacables algunas ofrendas votivas para Cibeles y un relieve de un simposio.
También hay una importante colección de estelas funerarias con inscripciones que proporcionan información sobre la composición de la población de la isla y sus creencias y sentimientos. 
De los periodos helenístico y romano proceden otra serie de hallazgos tanto de Ambelakia como de la ciudad de Salamina. Son destacables una corona de oro y un espejo de bronce con un relieve de Eros y Afrodita.
Por otra parte, una sección especial la constituye la unidad dedicada a "Salamina, entre el mito y la historia". En ella se exponen, por una parte, aspectos relacionados con el principal héroe mítico de la isla, Áyax el Grande, como representaciones de él en piezas de cerámica. Por otra parte, se exponen aspectos relacionados con la famosa Batalla de Salamina. Además, se expone la organización administrativa de la ciudad durante su historia.
|                                                        |
| Puntas del periodo neolítico de la cueva de Eurípides. |

|                                                                             |
| Cratera del periodo micénico procedente de las tumbas de cámara de Jalioti. |

|                                                                   |
| Cerámica de la época clásica procedente de la cueva de Eurípides. |